# Vasilij Sergeevič Kalinnikov
Vasilij Sergeevič Kalinnikov (in russo Васи́лий Серге́евич Кали́нников?; Vojny, 13 gennaio 1866 – Jalta, 11 gennaio 1901) è stato un compositore russo.
Suo fratello minore, Viktor, fu anch'egli un compositore.

## Biografia
Nacque il 13 gennaio 1866 a Vojny, vicino Mcensk, oggi nell'Oblast' di Orël. Studiò al seminario di Orël, dirigendone il coro dall'età di quattordici anni. Trasferitosi in seguito a Mosca per frequentare il conservatorio, non riuscì a sostenerne la retta. Ricevette una borsa di studio che gli permise di frequentare la Scuola della Società filarmonica di Mosca, dove ricevette lezioni di composizione e di fagotto. Suonò i timpani, il fagotto e il violino nelle orchestre teatrali e lavorò come copista per incrementare le sue entrate.
Nel 1892, Čajkovskij segnalò Kalinnikov ai direttori del Teatro Malyj e del Teatro Italiano di Mosca. Tuttavia, affetto da tubercolosi, Kalinnikov dovette lasciare tali incarichi per trasferirsi in Crimea. Visse a Jalta per il resto della sua vita ed è lì che scrisse la maggior parte delle sue composizioni musicali, comprese le due sinfonie e le musiche di scena per Lo zar Boris del drammaturgo Aleksej Tolstoj (cugino di Lev Tolstoj).
Morì di tubercolosi a Jalta l'11 gennaio 1901, pochi giorni prima del suo trentacinquesimo compleanno.

## Successo
Fu con l'aiuto di Sergej Rachmaninov che Kalinnikov riuscì a vendere per 120 rubli tre sue canzoni a P. Jurgenson, editore anche di Čajkovskij. In seguito, Jurgenson pubblicò anche la Sinfonia n. 2 in la maggiore.
La Sinfonia n. 1 in sol minore, scritta tra il 1894 e il 1895, che fa uso della forma ciclica, determinò il suo successo. Fu eseguita a Kiev il 20 febbraio 1897 e poi a Berlino, Vienna, Mosca e Parigi, mentre il compositore era ancora in vita. Tuttavia, non fu pubblicata se non dopo la sua morte. I diritti contribuirono al sostentamento della vedova di Kalinnikov.
La prima Sinfonia fu eseguita dalla NBC Symphony Orchestra, diretta da Arturo Toscanini, il 7 novembre 1943 e registrata, sebbene non sia stata commercializzata se non molto in seguito.

## Composizioni
Opere liriche
- Nell'anno 1812 (1899–1900); incompiuta

Opere orchestrali
- Fuga in re minore (1889)
- Le ninfe (Нимфы, 1889)
- Serenata (Серенада) in sol minore (1891)
- Suite (Сюита) in si minore (1891–1892)
- Bylina (Былина: Эпическая поэма), Poema epico (Overture) (c. 1892)
- Overture in re minore (1894)
- Sinfonia n. 1 in sol minore (1894–1895)
- Sinfonia n. 2 in la maggiore (1895–1897)
- Intermezzo No. 1 (Интермеццо № 1, 1896)
- Intermezzo No. 2 (Интермеццо № 2, 1897)
- Il Cedro e la Palma (Кедр и пальма, 1897–1898)
- Lo zar Boris (Царь Борис, 1898)